# 興福寺 (常熟市)
興福寺（こうふくじ）は、中華人民共和国江蘇省蘇州市常熟市虞山にある仏教寺院。

## 沿革
南朝斉のとき、南徐州刺史の倪徳光を開山に創建された。当時は大悲寺と称した。
南朝梁の大同5年（539年）、寺院が拡張され、大改修後に「福寿寺」に改名して。地所は「破龍澗」にあり、「破山寺」とも呼ばれる。
唐の咸通9年（868年）、懿宗から、「興福禅寺」の名を賜った。
1949年以降、地方政府は何度も寺院を重修した。最近の修復作業は1985年。1983年、中華人民共和国国務院は仏寺を漢族地区仏教全国重点寺院に認定した。

## 伽藍
山門、天王殿、大雄宝殿、観音殿、鐘楼、鼓楼、祖師殿（開山堂）、法堂、華厳塔、興福寺塔

## 文化
唐には、常建が此に游び、『題破山寺後禅院』を留めている：「清晨入古寺、初日照高林。曲径通幽処、禅房花木深。山光悦鳥性、潭影空人心。万籟此倶寂、但余鐘磬音。」